# Shoya Tomizawa

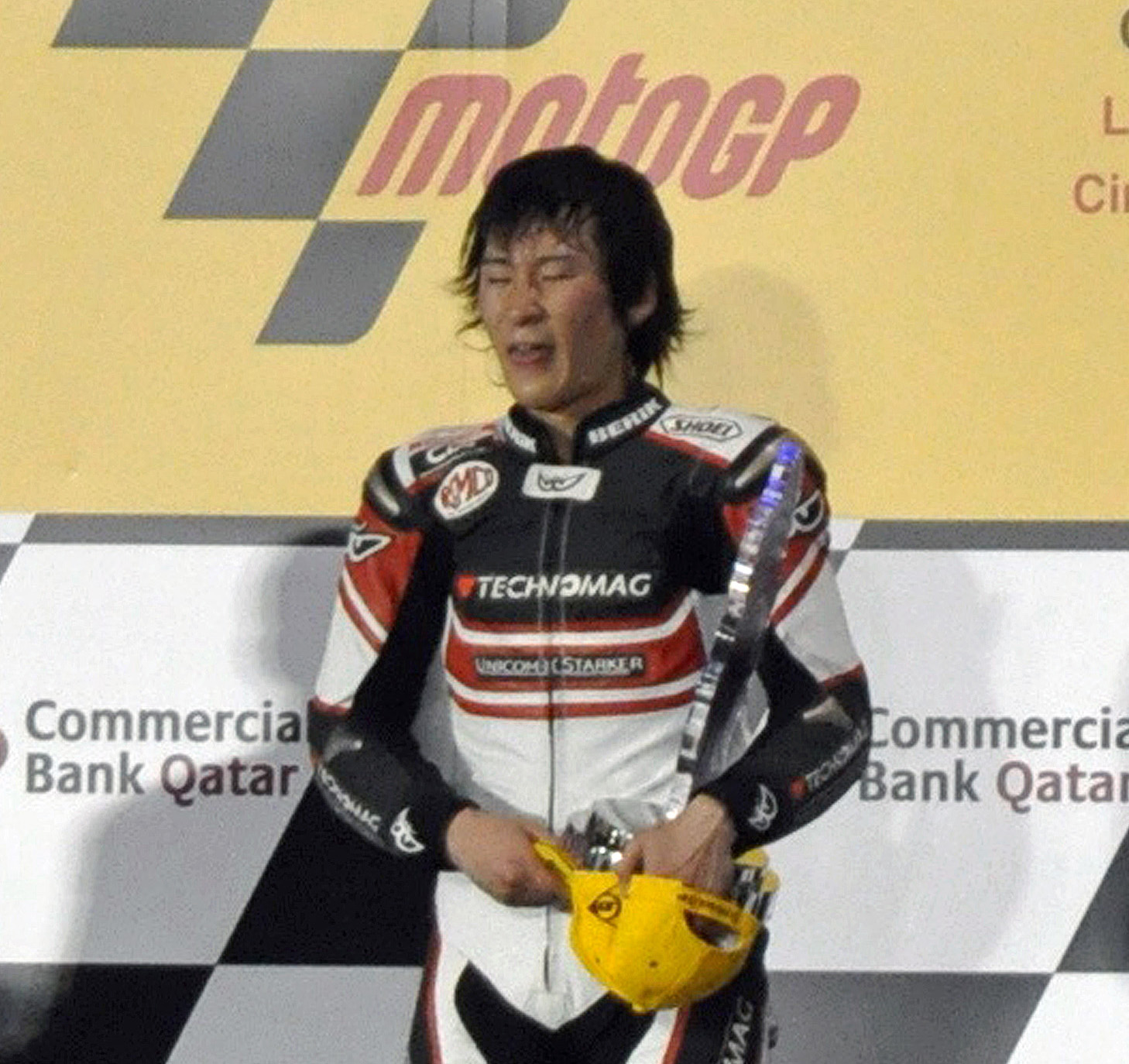
1e plaats Grand Prix Qatar, Moto2

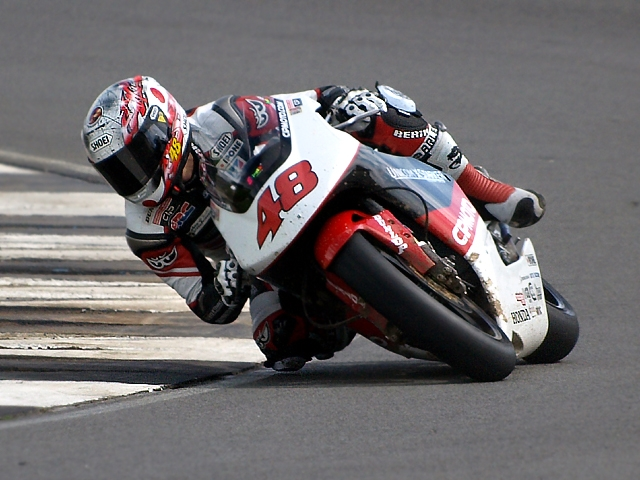
Shoya Tomizawa, Donington 2009

Shoya Tomizawa (Japans: 富沢 祥也, Tomizawa Shōya) (Asahi, 10 december 1990 – Riccione, 5 september 2010) was een Japans motorcoureur.
Hij begon in 1994 op driejarige leeftijd op de pocketbike en ging ongeveer in 2001 over op de minibike. In 2006 startte hij bij de Japanse kampioenschappen in de 125cc-klasse en behaalde een tweede plaats achter Takaaki Nakagami. In 2007 werd hij, zowel in de 125cc- als in de 250cc-klasse, kampioen van Japan.

## Ongeluk
Tomizawa overleed op zondag 5 september 2010 in het ziekenhuis van Riccione, waar hij naartoe werd gebracht na een fatale crash tijdens de San Marino en Rimini's Coast motorcycle Grand Prix 2010. Hij werd na een val tweemaal overreden door de motoren van zijn medecoureurs Scott Redding en Alex de Angelis.
Twee weken later kwamen de rijders voorafgaande aan de Grote Prijs van Spanje bijeen op het circuit van Aragon en besloten daar, dat het startnummer 48 door niemand meer zou worden gedragen in de competitie om het wereldkampioenschap.

## Carrière
| jaar   | klasse | merk  | positie | overwinningen | podium |
| ------ | ------ | ----- | ------- | ------------- | ------ |
| 2006   | 250 cc | Honda |         |               |        |
| 2007   | 250 cc | Honda |         |               |        |
| 2008   | 250 cc | Honda | 26      |               |        |
| 2009   | 250 cc | Honda | 17      |               |        |
| 2010   | Moto 2 | Suter | 7       | 1             | 2      |
| totaal |        |       |         | 1             | 2      |